# Урзуф
Урзу́ф (у 1946—1989 — Приморське-2) — село Мангушської селищної громади Маріупольського району Донецької області. З лютого 2022 перебуває під російською окупацією.

## Населення
За даними всеукраїнського перепису населення 2001 року в селі мешкало 2904 особи та налічувалося 1 009 дворів:
| українська | 222  | 7,64 |
| російська  | 2631 | 90,6 |
| грецька    | 42   | 1,45 |
| румунська  | 9    | 0,03 |

## Географія
Село розташоване на півдні області за 152 км від обласного центра Донецька, за 43 км на захід від Маріуполя, за 37 км на схід від Бердянська та за 25 км на південний захід від центру громади — сел. Мангуш, на узбережжі Азовського моря у гирлі річки Зелена.

### Клімат
У селі переважає континентальний клімат, який пом'якшується впливом Азовського моря. Літо завжди спекотне. Насиченість морського повітря озоном, бромом, йодом створюють комфортні умови для відпочинку і оздоровлення в Урзуфі. Купальний сезон розпочинається у середині травня. Вода в морі прогрівається дуже швидко і вже в середині травня досягає 20—22 °C, а у липні-серпні — 26—28 °C.

## Назва
Форма «Урзуф» з'явилася в результаті ослаблення артикуляції і подальшої втрати початкового звуку «г» у назві «Гурзуф». Крім цього, спочатку, село мало кілька назв, у тому числі і Зелене (за назвою річки), та Приморське — за розташуванням.

## Історія
До переселення греків із Криму в Урзуф, тут був великий і багатий зимівник Степана Коваля, який разом з іншими 61 зимівниками належав до Кальміуської паланки Війська Запорозького і який греки зайняли безкоштовно. На місці його дерев'яної каплички митрополит Ігнатій заснував церкву Архангела Михаїла.
Село засноване 1779 році грецькими переселенцями з кримських селищ Гурзуф, Кизил-Гаші і Маджари на місці козацького зимівника. У тодішній Урзуф, де був один єдиний будиночок, в якому мешкало два брати Дем'ян і Дмитро на прізвище Ковальови, прибуло 185 поселенців, які почали засновувати село.
14 лютого 1782 року була складена Ревізька книга (журнал обліку та перепису податного населення). На той час в Урзуфі проживало 180 осіб (96 чоловіків і 84 жінки). Отримавши, згідно з грамотою Катерини II, відповідні права і привілеї, переселенці почали займатися землеробством, городництвом, вівчарством. У будинку Ковальових була облаштована церква, яка проіснувала до 1800 року. В цьому ж році греки побудували невелику напівпідвальну шестикупольну церкву. На невисоких стінах висіли ікони, був невеликий вівтар. Церква була невисока, на зріст людини. Зроблено була з дошок, оббитих листовим залізом. Навколо росли сафени, були посаджені квіти. Наприкінці 1920-х років, з організацією колгоспів — церква була зруйнована.
У зв'язку зі зростанням населення села, розвитком економіки та економічних зв'язків, з'явилася можливість побудувати нову типову церкву, так як стара вже не задовольняла потреби. Будівництво третьої за ліком церкви розпочалося у другій половині XIX століття.
Село розвивалося, збільшувалася його чисельність. Вже в 1902 році в Урзуфі проживало 2 380 осіб (із них чоловіків — 1 207, жінок — 1 173).
Під час Визвольних змагань 1917—1921 в 1919 році в селі був створений загін ополченців, який очолили Ф. П. Попов, І. І. Бурназов, Дегерджі. Влітку 1919 року загін брав участь у боротьбі з денікінцями і махновцями. Багато жителів загинуло у тій війні, серед них, В. І. Будика, С. О. Чеблатова та інші. У 1921 році в село прийшов голод, почалася епідемія тифу. Багато людей пішло із села. Про це свідчить зміна чисельності населення в селі Урзуф. У 1920 році тут мешкало 3 807 осіб, у 1922 році — 3 028 осіб.
У 1920 році в Урзуфі був створений КНС. Протягом 5 років його очолював М. П. Щетинін (згодом він тривалий час був міністром фінансів УРСР). У 1929 році на базі ТОЗів в селі був організований колгосп «Спартак», його першим головою був Л. А. Аліпій. У 1934 році в селі були організовані три колгоспи: «Ударник», «II п'ятирічка», «XVII партз'їзд». Для мешканців села суцільна колективізація обернулася трагедією: багато сімей були розкуркулені та заслані до Сибіру.
З 8 жовтня 1942 року по 13 вересня 1943 року село перебувало під німецькою окупацією. У бойових діях на фронтах німецько-радянської війни брали участь близько 250 урзуфців, понад 200 загинули, 123 нагороджені орденами і медалями. У липні 1942 року близько 200 юнаків і дівчат села були вивезені на примусові роботи до Німеччини. Багато учасників війни нагороджені орденами і медалями. У 1943 році окупаційні війська, відступаючи, підпалили село. Із 250 будинків, залишилися — 30. З вересня 1943 року почалося відновлення села. У 1946 році в селі на братській могилі воїнів-визволителів встановлено пам'ятник.
На початку 1950-х років три колгоспи, які знаходилися на території Урзуфа, об'єдналися в один колгосп «Шлях до комунізму». Партійне керівництво здійснював тоді А. П. Тарасов. Довгі роки працювали бригадирами М. І. Гурджієв, М. Д. Алексєєв, В. Д. Бурлаченко.
З 1964 по 1983 рік керував колгоспом Є. В. Майтапов. Станом на початок 1970-х років за колгоспом «Шлях до комунізму» було закріплено 6 336 гектарів сільськогосподарських угідь, з них 5 768 гектарів орних земель. Господарство було багатогалузевим, зерно-молочного напряму. У колгоспі працювали чотири комплексні бригади, у тому числі дві тракторних, овочівницька та будівельна. Було 44 трактори, 18 комбайнів, з них 10 — зернозбиральних, 28 автомашин. На той час діяли в селі середня школа, в якій навчалося 437 учнів та працювало 32 вчителі, будинок культури на 330 місць, дві бібліотеки з фондом 9,5 тисяч книг, лікарська ділянка, двоє дитячих ясел і дитсадок, радіовузол, поштове відділення з АТС на 200 номерів, будинок побуту, чотири магазини. На березі Азовського моря було 17 баз відпочинку та сім піонерських таборів.
З 1984 до 2001 року колгоспом керував В. В. Петрик. За ці роки істотно змінився вигляд села: прокладена асфальтована дорога Маріуполь—Урзуф, збудовані Будинок культури, сільська амбулаторія, дитячий садок.
У період перебудови Радянського Союзу, завдяки старожилові села, ветерану педагогічної праці С. І. Кудакоцеву, селу Приморське-2 9 серпня 1989 року Указом Президії Верховної Ради УРСР повернено його історичну назву, Урзуф.
1993 року Урзуф приймав міжнародний фестиваль грецької культури «Мега-Йорти» імені Доната Патричі.

## Сучасність
Сучасне село є морським курортом. Урзуфська курортна зона налічує більше 40 баз відпочинку, серед яких чотири дитячих оздоровчих центри. В них щорічно відпочивають близько 200 тисяч осіб із Донецької, Луганської та інших областей України, країн СНД — Росії, Білорусі, а також держав Балтії.
У селі діє церква Святого Михайла Архістратига. У відпочинковій зоні функціонують промислово-продуктовий ринок, стадіон, ігрові атракціони. Село газифіковане. У приміщенні школи діє музей історії Урзуфа.
На території села знаходилася особиста дача Президента України Віктора Януковича, який втік з території України в результаті Революції Гідності наприкінці лютого 2014 року. В травні 2014 року його дача була зайнята російськими найманцями ДНР і перетворена на перевалочну базу, але в тому ж місяці, 26 травня бійці добровольчого батальйону «Азов» ліквідували її. З червня 2014 р. колишня дача Віктора Януковича в Урзуфі перетворилася на базу добровольчого батальйону «Азов». В серпні 2014 р. Урзуф потрапив до Книги рекордів України завдяки тому, що українська художниця Ольга Черьомушкіна розписала Петриківським розписом стіну, яка огороджувала базу батальйону «Азов» — довжина розпису становить 133 метри, ширина малюнка — 140 см.
В 2015 році навпроти бази полку «Азов» (в вересні 2014 р. «Азов» став полком) був насипаний курган на честь загиблих добровольців-азовців, в центрі якого були встановлені 3 мечі. В тому ж році навпроти кургану були проведені перші урочисті заходи по вшануванню азовців, що загинули, захищаючи суверенітет і територіальну цілісність України.
Щороку біля цього кургану добровольці полку «Азов» проводять містерію, згадуючи своїх загиблих побратимів.
В червні 2017 року силами тилових частин полку «Азов» було полагоджено аварійну ділянку дороги Бердянськ-Урзуф.
3 липня 2017 року на базі полку «Азов» в Урзуфі було встановлене святилище Перуна — слов'янського Бога-громовержця, покровителя воїнів і захисників рідної землі. На урочистому відкритті були присутні командир полку «Азов» Максим Жорін (псевдо «Мосе») і командир 2-го батальйону Кирило Беркаль «Кірт».
Урзуфську базу полку «Азов» регулярно відвідують українські журналісти — Радіо Свобода, Фокус, Маріупольське телебачення, ТСН, сайт Маріуполя 0629, Громадського Телебачення і багато інших.
На базі «Азову» в Урзуфі щороку відбуваються футбольні турніри, які були започатковані з 2015 року — перший турнір відбувся 3 лютого 2015 р.. Якщо в першому футбольному турнірі на базі полку «Азов» брали участь лише команди сформовані з азовців, то в наступних турнірах команд ставало все більше — вони представляли як підрозділи МВС, ЗСУ, НГУ, ДПСУ, так і команди складені не з військовослужбовців чи правоохоронців. Наприклад, 20-21 жовтня 2019 р. за ініціативи полку АЗОВ на базі підрозділу в с. Урзуф пройшов товариський турнір з міні-футболу, присвячений Дню захисника України. Всього у змаганні взяли участь 16 команд. Зокрема із азовцями змагалися наші побратими з батальйону поліції «Львів» та Донецького прикордонного загону. Серед учасників турніру були і діти з обласної загальноосвітньої школи-інтернату I—II ступенів № 1 для дітей-сиріт та дітей, позбавлених батьківської опіки, яка перебуває під патронатом полку АЗОВ.
13-14 березня 2021 р. на гарнізоні полку «Азов» в Урзуфі вирував шквал емоцій, адже тут відбувався турнір з міні-футболу, приурочений до Дня добровольця. Цьогорічні змагання зібрали рекордну кількість учасників — 18 футбольних команд зі всієї України, зокрема Києва, Львова та Івано-Франківська.

### Під час Російсько-української війни
Село було окуповано російськими військами після повномасштабного вторгнення РФ до України 2022 року.
У липні 2024 року військові Росгвардії провели у селі рейд. Військові у цивільному арештовували місцевих жителів. Окупанти перевіряли документи, шукали незадоволених окупацією та підозрілих людей.

## Соціальна сфера
Функціонують всі об'єкти соціальної сфери:
- загальноосвітня школа I—III ступенів на 370 місць. Будівля споруджена у 1990–1991 роках. З 1995 року школа носить ім'я Героя Радянського Союзу Федора Котанова, про що свідчить анотаційна таблиця на будівлі. В школі навчається близько 250 учнів, працює 23 вчителі. Директор Лідія Павлівна Будика;
- дитячий садок «Ягідка» на 120 місць. Завідувач Вікторія Василівна Попова;
- Будинок культури на 250 місць. Директор Наталія Стахова. В БК працюють жіночий вокальний ансамбль «Маджаротісес», дитячий вокальний ансамбль, хореографічний ансамбль «Едельвейс». У 2009 році в районному конкурсі «Ялтинські зорі» самодіяльні артисти КФОР зайняли два третіх місця: дует «Два Івана» (Іван Аліпій, Іван Кавур) та Іван Кавур. Одне перше місце — Віка Чухно. У номінації «Хореографія» зайняли три перші місця (солістка Тетяна Шахова), дует «Спалах» (Олександр Зборівський і Каріна Жидкова) і група «Едельвейс».;
- медична амбулаторія на 6 ліжок стаціонару. Головний лікар Євген Давидович Рехтін; аптечні пункти;
- бібліотека з фондом близько 17 тисяч примірників. Відкрита в 1968 році. Завідувач Ірина Олексіївна Твердун.
- Будинок побуту, пошта, перукарня та інше.
- Міні-пансіонат «УЮТ»[29], готель «Санта-Марія», пансіонат «Азов».

## Відомі люди
Народилися
- Аврамов Іван Юрійович — український письменник грецького походження;
- Аджавенко Володимир Анатолійович (1995—2019) — старший солдат Збройних сил України, учасник російсько-української війни.
- Буга Ілля Дмитрович — Заслужений металург України, генеральний директор ВАТ Дніпровський меткомбінат, президент ФК Сталь;
- Кудрявцев Олексій Миколайович (1984—2014) — рядовий міліції, учасник російсько-української війни.
- Михайло Педченко — музикант у команді Валерія Меладзе.[30]
- Куницька Анастасія Володимирівна (1998—2022) — військовослужбовиця, старший солдат. Загинула в ніч на 3 травня 2022 під час авіанальоту на Азовсталь[31][32][33].
- Попов Михайло Сергійович (1998—2022) — військовослужбовець, старший солдат підрозділу ОЗСП «Азов», який загинув на території заводу «Азовсталь» під час оборони м. Маріуполя.